# Jurij Melvil
Jurij Konstantinovič Melvil (rusky Юрий Константинович Мельвиль; 27. dubna 1912 – 4. června 1993) byl sovětský historik filozofie, vysokoškolský pedagog, doktor filosofických věd, profesor Lomonosovovy univerzity.

## Životopis
Jurij Melvil pocházel ze starého šlechtického rodu v Kuronsku. V roce 1936 absolvoval Petrohradskou polytechniku. V roce 1945 byl přijat jako aspirant prof. V. Asmusa na katedře dějin zahraniční filosofie Filosofické fakulty Lomonosovovy univerzity a po obhajobě kandidátské práce na téma pragmatismu F. C. S. Schillera začal pracovat na této katedře, kde byl vedoucím v letech 1968–1985 a vyučoval kurz pod názvem "Kritika nejnovější současné "buržoazní" filozofie" (rusky Критика новейшей современной буржуазной философии).

## Publikace
Podílel se na učebnici Základy marxismu-leninismu za redakce Otto Kuusinena.
- Мельвиль, Ю. К. Прагматизм — философия империалистической реакции Archivováno 29. 11. 2021 na Wayback Machine. // «Voprosy filosofii». — 1950. — № 2. — С. 306-330.
- Американский прагматизм [Текст] : Лекции, прочит. на философ. фак. Моск. гос. ун-та / Под ред. доц. И. С. Нарского. - Москва : Изд-во Моск. ун-та, 1957. - 123 с.
- Чарльз Пирс и прагматизм. М., 1968.
- Пути буржуазной философии ХХ века. М., 1983.
- Современная буржуазная философия. — М.: Издательство Московского университета, 1972.

### Česká vydání
- MELVIL, Ju.K. Pragmatismus : filosofie imperialistické reakce (původním názvem: Pragmatizm - filosofija imprerialističeskoj reakcii). Překlad : z ruského originálu, uveřejněného v časopise Voprosy filosofii 1950, č. 2, přeložila Marie Zourková. I. vyd. Praha: Rovnost, 1951. 51 s.
- MELVIL, J. K. Cesty buržoazní filozofie 20. století (původním názvem: Пути буржуазной философии ХХ века). Překlad : Ph.Dr. Zdeněk Kolář, CSc.; ilustrace : obálku navrhl Jaroslav Faigl; Odbornou revizi textu provedli: doc. Petr Horák, CSc., PhDr. Ladislav Major, doc. PhDr. Eduard Urbánek, CSc., PhDr. ing. Milan Znoj. 1. vyd. Praha: Svoboda, 1987. 267 s.

Redakce sborníků
- MELVIL, J. K. Pragmatismus. In: BOGOMOLOV, A. S.; MELVIL, J. K.; NARSKIJ, I. S. Současná buržoazní filozofie. 1. vyd. Praha: Svoboda, 1978. Kritická studie sovětských filozofů analyzuje hlavní směry buržoazní filozofie v posledním století. Pojednává o novokantovství, o charakteristických rysech pozitivismu konce 19. a začátku 20. století, o absolutním idealismu, pragmatismu, novopozitivismu, vzniku, ideově teoretických základech a filozofické podstatě existencialismu, fenomenologii, novotomismu aj. S. 206–278.